# 俾斯麦腌鱼

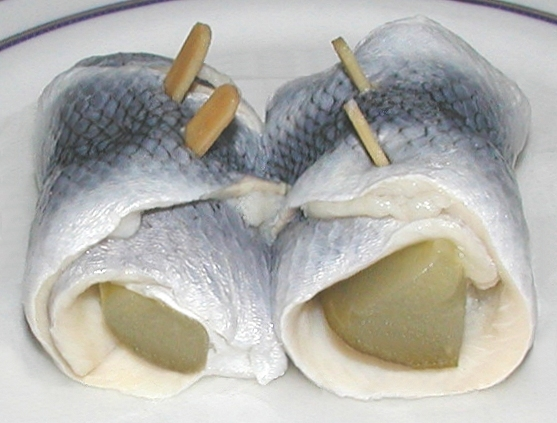
俾斯麦腌鱼卷酸黄瓜

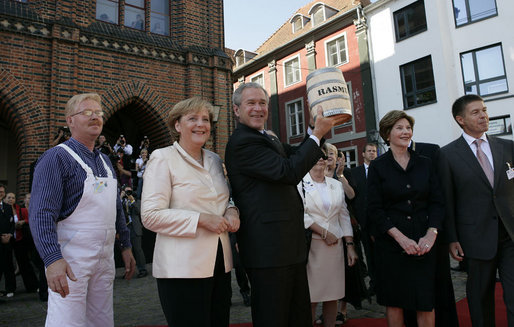
2006年美国小布什总统访问德国施特拉尔松德时获赠的腌鱼

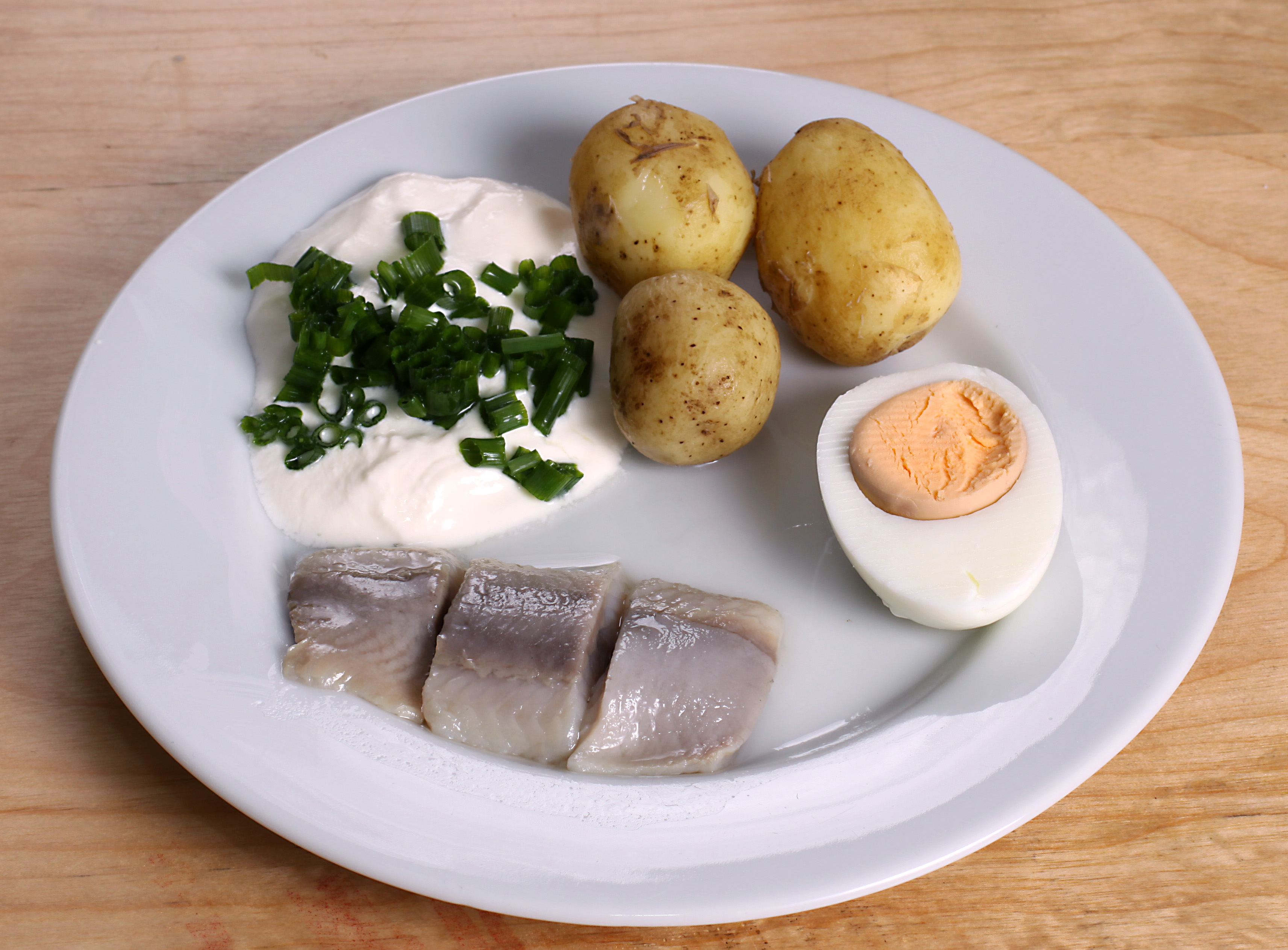
瑞典在仲夏節亦有食用腌鯡魚的習俗

醃漬鯡魚（瑞典語：Inlagd sill），是指鲱鱼制成的一种腌渍食品，在中欧和北欧较为常见。制作方法首先是用食盐将鱼的水分去掉，然后将腌好的鱼肉放入糖、醋和月桂叶、洋葱、莳萝等调好的汁液中继续腌渍。多做沙拉作为冷盘食用，也可配馬鈴薯、酸奶，做成三明治或卷腌菜蔬菜做成腌鱼卷（Rollmops）食用。
在德國通常稱為俾斯麦腌鱼（德語：Bismarckhering），最流行的說法是因德意志帝国宰相俾斯麦十分喜爱这种食物。他曾说过，“当鲱鱼和鱼子酱一样珍贵时，人類才会懂得珍惜”。
荷蘭風格的醃漬鯡魚（荷蘭語：Hollandse Nieuwe）採用初夏捕獲的幼鯡魚，脂肪含量高，使用較清淡的醃法，是常見的特色街頭食品。正宗的吃法是用手拿魚尾，垂直把魚身放入口中，但人生路不熟的遊客往往成為鷗偷食的目標。
在斯堪的纳维亚根据腌制的味道不同它可以和燕麦面包、脆面包、酸奶或者马铃薯一起吃。它是圣诞节、复活节和夏至的节日菜肴。吃的时候饮用白兰地。
俄罗斯菜里腌鲱鱼也很常见。在这里它可以切成块和向日葵油和洋葱一起吃，也可以和蔬菜、蛋黃醬一起拌成鲱鱼色拉。
阿什肯納茲猶太人的菜肴中也有腌鲱鱼，其中最著名的是鲱鱼色拉。
在日本北海道的菜肴中也有腌鲱鱼，过去这里的人在冬天准备大量腌鲱鱼过冬。